# Magnetão nuclear
O Magnetão Nuclear (symbol μN), é uma constante física do momento magnético, definida em unidades SI por:
{\displaystyle \mu _{\mathrm {N} }={{e\hbar } \over {2m_{\mathrm {p} }}}}
e em Gaussianas por:
{\displaystyle \mu _{\mathrm {N} }={{e\hbar } \over {2m_{\mathrm {p} }c}}}
onde:
e é a carga elementar,
ħ é a constante de Planck reduzida,
mp é a massa de repouso do próton , e
c é a velocidade da luz
Em unidades SI, o seu valor é de aproximadamente: 
μN = 5.05078324(13)×10−27 J/T
e em Gaussianas, o seu valor pode ser dado em unidades convenientes,
μN = 0.105155 e fm
O magnetão nuclear é a unidade natural para a expressão de momentos de dipolo magnético de partículas pesadas, tais como nucleons e núcleo atómico.